# Auswanderungsfonds für Böhmen und Mähren
Der Auswanderungsfonds für Böhmen und Mähren (tschechisch Vystěhovalecký fond pro Čechý a Moravu) war eine deutsche Verwaltungsbehörde während des Zweiten Weltkrieges für geraubten jüdischen Besitz im Protektorat Böhmen und Mähren, die der Zentralstelle für jüdische Auswanderung in Prag angegliedert war.

## Geschichte
Im Juni 1939 wurde nach der deutschen Besetzung der Rest-Tschechei eine Verordnung erlassen, die jüdische Bürger verpflichtete, ihren gesamten immobilen und mobilen Besitz registrieren zu lassen und darüber nur nach Genehmigung verfügen zu dürfen.
Im August 1940 wurde der Auswanderungsfonds für Böhmen und Mähren gegründet, als Bestandteil der Zentralstelle für jüdische Auswanderung in Prag. Leiter wurde Dr. Karl Reisinger. Die Aufgabe war die Verwaltung und Verwertung von konfisziertem jüdischen Besitz nach dem Vorbild des Auswanderungsfonds für die Ostmark in Wien. Erklärtes Ziel war es, Geldmittel für die Förderung der jüdischen Auswanderung – insbesondere mittelloser Juden – bereitzustellen.
Der Fonds übernahm Immobilien, Konten, Wertgegenstände und weiteren Besitz von jüdischen Vereinen, Organisationen und Einzelpersonen als formaler neuer Eigentümer. Diese wurden zum Teil noch während des Krieges an neue Eigentümer verkauft. Tatsächlich wurde ein erheblicher Teil des umfangreichen beschlagnahmten Besitzes auf andere unbekannte Konten umgeleitet.
1941 wurde ein weiterer Auswanderungsfonds in der Zweigstelle der Zentralstelle in Brünn gebildet.
1942 wurden Einnahmen aus dem Besitz der aufgelösten Israelitischen Kultusgemeinde in Wien an den Auswanderungsfonds für Böhmen und Mähren überwiesen, obwohl dafür eigentlich der dortige Auswanderungsfonds zuständig gewesen wäre.
Über die gesamten Einnahmen des Auswanderungsfonds gibt es bisher keine detaillierten Berechnungen.